# عز الدين شكري فشير
عز الدين شكري فشير (مواليد 22 أكتوبر 1966) كاتب وروائي ومؤلف مصري.

## نشأته
ولد عز الدين شكري فشير في مدينة الكويت لأبوين مصريين سنة 1966، ثم عاد مع أبويه لمصر وهو لم يتجاوز العامين واستقروا بمدينة المنصورة التي تعلم في مدارسها، وفي السابعة عشر انتقل للقاهرة لدراسة العلوم السياسية بجامعة القاهرة، وتخرج منها سنة 1987، عمل بعد ذلك لفترة وجيزة كباحث بمركز الأهرام للدراسات السياسية والاستراتيجية، ونشر عدة مقالات بمجلة السياسة الدولية، بعدها عمل بمكتب الدكتور بطرس بطرس غالي لمدة عام، ثم سافر لباريس للدراسة، وحصل على الدبلوم الدولي للإدارة العامة من المدرسة القومية للإدارة بباريس في سنة 1992م، بعد ذلك عاد لمصر ومكث فيها مدة لا تتجاوز العام ثم رحل من جديد لكندا للدراسة، فحصل على ماجستير العلاقات الدولية من جامعة أوتاوا في سنة 1995 عن رسالته في مفهوم الهيمنة في النظام الدولي، وبعدها حصل على دكتوراه العلوم السياسية من جامعة مونتريال سنة 1998 عن رسالته حول الحداثة والحكم في النظام الدولي، وبعد حصوله على الدكتوراه عاد فشير مرة أخرى لمصر، حيث عمل بالمعهد الدبلوماسي المصري لمدة عامين، ونقل في صيف سنة 1999م للعمل كسكرتير أول بالسفارة المصرية بإسرائيل، بقي بهذا العمل عامين، وبعدها انتقل للعمل كمستشار سياسي لمبعوث الأمم المتحدة بالشرق الأوسط بمدينة القدس، وظل بهذا العمل حتى صيف سنة 2004، غادر فشير فلسطين عندئذ إلى السودان للعمل مرة أخرى كمستشار سياسي لمبعوث الأمم المتحدة للسودان خلال مفاوضات السلام بين الشمال والجنوب، وتولى متابعة ملف دارفور بالبعثة لمدة عام، حتى عاد من جديد للدبلوماسية المصرية، هذه المرة كمستشار بمكتب وزير الخارجية، ظل فشير بهذا العمل حتى أغسطس 2007، حيث ترك وزارة الخارجية وتفرغ للكتابة (أتم روايته الثالثة - غرفة العناية المركزة)، وعمل لمدة عام بمجموعة الأزمات الدولية ثم بالتدريس في الجامعة الأمريكية بالقاهرة.

### آراءه السياسية
بالإضافة إلى عمله أستاذاً في قسم دراسات الشرق الأوسط بكلية دارتموث، اشتهر فشير برواياته التي ألهمت الشباب في مصر وأصبحت ضمن الروايات الأكثر مبيعاً، ففي أبريل من سنة 2012 نشرت جريدة "التحرير" روايته السادسة "باب الخروج" على شكل حلقات يومية، ثم نشرت بالكامل في يونيو من السنة نفسها (بدار الشروق) وأصبحت من أكثر الروايات انتشارا في مصر، وتعد هذه الرواية من أكثر الروايات العربية ارتباطا بالثورة المصرية حتى أنها توصف عادة بأنها "كتالوج الثورة".[بحاجة لمصدر]
عينته الحكومة الانتقالية الأولى، في أبريل سنة 2011، أميناً عاماً للمجلس الأعلى للثقافة في مصر، إلا أنه استقال من المنصب بعدها بأربعة شهور قائلاً أنه "يفضل مقعد الكتابة على مقعد السلطة"، ساهم بعدها بالمشورة السياسية لعدد من القوى الديمقراطية ومرشحيها الرئاسيين، وفي سنة 2013 أصبح عضوا مستقلا في لجنة أنشأتها الحكومة الانتقالية لحماية المسار الديمقراطي قبل أن تنهار هذه اللجنة في أعقاب إقرار قانون التظاهر الذي عارضه فشير.
تقلد فشير - قبل 2011 - مناصب دبلوماسية عديدة في وزارة الخارجية المصرية حيث شغل درجة سفير، وكان فشير كذلك عضوا ومقررا للجنة المستقلة لإعادة هيكلة الجامعة العربية التي ترأسها الأخضر الإبراهيمي في سنتي2011 و2012.

### المؤهلات العلمية
- تخرج من جامعة القاهرة سنة 1987م.
- تحصل حصل على الدبلوم الدولي للإدارة العامة من المدرسة القومية للإدارة بباريس في سنة 1992م.
- تحصل على الماجستير في العلاقات الدولية من جامعة أوتاو في سنة 1995م عن رسالته في مفهوم الهيمنة في النظام الدولي.
- حصل على دكتوراه العلوم السياسية من جامعة مونتريال عام 1998 عن رسالته حول الحداثة والحكم في النظام الدولي.

## أعماله
صدرت له سبعة روايات:
- كل هذا الهراء (2017)
- باب الخروج (2012)
- عناق عند جسر بروكلين (2011)
- أبو عمر المصري (2010)
- غرفة العناية المركزة (2008)
- أسفار الفراعين (1999) (2008) (2012)
- مقتل فخر الدين (1995)

## ترشيحات
- رشحت روايته الثالثة (غرفة العناية المركزة) [http://www.goodreads.com/author/show/2736801._ على القائمة الطويلة لجائزة البوكر العربية.
- رشحت روايته الخامسة (عناق عند جسر بروكلين) لجائزة البوكر العربية - القائمة القصيرة 2012 - الجائزة العالمية للرواية العربية.

باب الخروج

## وصلات خارجية
- مقالات عز الدين شكري فشير في جريدة [المصري اليوم]
- مقالات عز الدين شكري فشير في جريدة [الشروق]